# Jan Hendrik Voet
Voor Jan of Johan Hendrik Voet (1758-1832), zie Johann Heinrich Voet
Johan (Jan) Hendrik Voet (Zutphen, 17 maart 1793 – Rijswijk, 20 juni 1852) was een Nederlands militair bij de infanterie, en minister op het Departement van Oorlog in 1848-1849 als opvolger van Nepveu.

## Levensloop
Voet, de zoon van Johann Heinrich Voet en Anna Elisabeth de la Fontaine Schluiter, stamde uit een oorspronkelijk Duitse officiersfamilie. Zijn vader was opgeklommen tot generaal-majoor in het Nederlandse leger, en was directeur aan diverse militaire academies, waaronder de Artillerie- en Genieschool in Delft. 
Na zijn militaire opleiding werd hij in 1812 bevorderd tot luitenant der infanterie. In dat jaar nam hij deel aan de Veldtocht van Napoleon naar Rusland. Hij werd later bevorderd tot majoor der infanterie. 
Tijdens de Belgische Revolutie van 1830 onderscheidde hij zich bij de verdediging van de citadel van Antwerpen onder de Nederlandse generaal David Hendrik Chassé. Hiervoor werd hij bij Koninklijk Besluit van 2 februari 1833 benoemd tot ridder in de Militaire Willems-Orde. Hiervoor kreeg hij ook de Medaille van de Amsterdamse Commissie van Erkentenis.
Van 1842 tot 1845 was hij gelegerd in Den Haag, waar hij commandant was van het regiment Grenadiers. In 1845 werd hij bevorderd tot brigade-commandant van de infanterie, en ook waarnemend commandant van het Provinciaal Commandement van Noord-Brabant. Terug in Den Haag werd hij op  22 mei 1848 aangesteld als tijdelijk minister van Oorlog, en van 21 november 1848 tot 1 november 1849 was hij daar minister van Oorlog in het kabinet-De Kempenaer-Donker Curtius.